# Liste der Abgeordneten zum Südtiroler Landtag (VIII. Legislaturperiode)
Die Liste der Abgeordneten zum VIII. Südtiroler Landtag listet alle bei der Landtagswahl 1978 gewählten Abgeordneten und etwaige Nachrücker auf.

## Abgeordnete
| Mitglied des Landtages       | Partei oder Wahlbündnis                       |
| ---------------------------- | --------------------------------------------- |
| Erich Achmüller              | Südtiroler Volkspartei                        |
| Aldo Balzarini               | Democrazia Cristiana                          |
| Grazia Barbiero De Chirico 1 | Partito Comunista Italiano                    |
| Alfons Benedikter            | Südtiroler Volkspartei                        |
| Maria Bertolini              | Südtiroler Volkspartei                        |
| Erich Buratti                | Südtiroler Volkspartei                        |
| Luigi Costalbano 2           | Neue Linke/Nuova Sinistra                     |
| Gaetano D’Ambrosio           | Partito Comunista Italiano                    |
| Joachim Dalsass 3            | Südtiroler Volkspartei                        |
| Klaus Dubis                  | Südtiroler Volkspartei                        |
| Luis Durnwalder              | Südtiroler Volkspartei                        |
| Willi Erschbaumer 4          | Sozialdemokratische Partei Südtirols          |
| Remo Ferretti                | Democrazia Cristiana                          |
| Rosa Franzelin-Werth         | Südtiroler Volkspartei                        |
| Waltraud Gebert-Deeg         | Südtiroler Volkspartei                        |
| Anselmo Gouthier 5           | Partito Comunista Italiano                    |
| Robert Kaserer               | Südtiroler Volkspartei                        |
| Mathias Ladurner-Parthanes   | Südtiroler Volkspartei                        |
| Alexander Langer 6           | Neue Linke/Nuova Sinistra                     |
| Hans Lunger                  | Partei der Unabhängigen                       |
| Silvius Magnago              | Südtiroler Volkspartei                        |
| Sepp Mayr                    | Südtiroler Volkspartei                        |
| Siegfried Messner            | Südtiroler Volkspartei                        |
| Pietro Mitolo                | Movimento Sociale Italiano - Destra Nazionale |
| Decio Molignoni              | Partito Socialista Democratico Italiano       |
| Erich Müller                 | Südtiroler Volkspartei                        |
| Karl Oberhauser              | Südtiroler Volkspartei                        |
| Giorgio Pasquali             | Democrazia Cristiana                          |
| Valentino Pasqualin 7        | Democrazia Cristiana                          |
| Oskar Peterlini              | Südtiroler Volkspartei                        |
| Fabio Rella 8                | Democrazia Cristiana                          |
| Hans Rubner                  | Südtiroler Volkspartei                        |
| Giuseppe Sfondrini           | Partito Socialista Italiano                   |
| Franz Spögler                | Südtiroler Volkspartei                        |
| Josef Stecher                | Partito Comunista Italiano                    |
| Hugo Valentin                | Südtiroler Volkspartei                        |
| Anton Zelger                 | Südtiroler Volkspartei                        |
| Luis Zingerle 9              | Südtiroler Volkspartei                        |